# Talkartoons
Talkartoons è una serie di 42 cortometraggi animati prodotti dai Fleischer Studios e distribuiti dalla Paramount Pictures tra il 1929 e il 1932, i personaggi principali della serie sono Betty Boop, Bimbo e Koko il Clown.

## Filmografia

### 1929–30
- Noah's Lark
- Marriage Wows
- Radio Riot
- Hot Dog Bimbo
- Fire Bugs
- Wise Flies
- Dizzy Dishes
- Barnacle Bill
- Swing You Sinners!
- Grand Uproar
- Sky Scraping
- Up to Mars
- Accordion Joe
- Mysterious Mose

### 1931
- Ace of Spades
- Tree Saps
- Teacher's Pests
- The Cow's Husband
- The Bum Bandit
- The Male Man
- Twenty Legs Under the Sea
- Silly Scandals
- The Herring Murder Case
- Bimbo's Initiation
- Bimbo's Express
- Minding the Baby
- In the Shade of the Old Apple Sauce
- Mask-A-Raid
- Jack and the Beanstalk
- Dizzy Red Riding Hood

### 1932
- Any Rags?
- Boop-Oop-a-Doop
- The Robot
- Minnie the Moocher
- Swim or Sink (S.O.S.)
- Crazy Town
- The Dancing Fool
- Chess-Nuts
- A Hunting We Will Go
- Hide and Seek
- Admission Free
- The Betty Boop Limited